# Ryu Ju-sun
Ryu Ju-sun (ur. 1992 r. w Seulu) – południowokoreański aerobik, trzykrotny mistrz świata, złoty medalista World Games, dwukrotny mistrz Azji.
Uprawiać sport zaczął w 2004 roku. Na pierwszych jego mistrzostwach świata w 2012 roku w Sofii zdobył złoty medal w trójkach. Zostali pierwszymi koreańskimi gimnastykami, którzy sięgnęli po ten medal w tej konkurencji. W zawodach grupowych zajął ósme miejsce, a w rywalizacji indywidualnej nie zakwalifikował się do finału. Dwa lata później w Cancún zdobył dwa brązowe medale: w trójkach i tańcu. Tuż za podium uplasował się w zawodach grupowych. W klasyfikacji drużyn zajął z kolegami z reprezentacji czwarte miejsce. W 2016 roku w Inczon powtórnie zajął pierwsze miejsce w trójkach. Ósmą pozycję zajął w zawodach grupowych, a w parach mieszanych odpadł w kwalifikacjach. Dwa lata później w Guimarães zdobył złoto w tańcu. Trójki i zawody grupowe skończył na siódmych miejscach.
Na World Games 2013 w Cali zdobył brązowy medal w zawodach indywidualnych. W trójkach i grupach nie awansował do finałów. na kolejnych World Games we Wrocławiu wywalczył złoto w rywalizacji tanecznej, natomiast w trójkach nie przystąpił do decydujących występów.
Ma młodszą siostrę Ryu Min-ji, z którą występuje w niektórych konkurencjach. Jest studentem Sejong University na kierunku wychowania fizycznego.